# Nguyễn Trọng Nghĩa
Nguyễn Trọng Nghĩa (sinh ngày 6 tháng 3 năm 1962) là một chính trị gia và nguyên sĩ quan cấp cao trong Quân đội nhân dân Việt Nam, hàm Thượng tướng. Ông hiện là Ủy viên Bộ Chính trị khóa XIII, Bí thư Trung ương Đảng khóa XIII, Trưởng ban Tuyên giáo và Dân Vận Trung ương, Đại biểu Quốc hội Việt Nam khóa XV nhiệm kỳ 2021–2026 tỉnh Tây Ninh, Ủy viên Ban Chỉ đạo Quốc gia phòng, chống đại dịch COVID-19.

## Thân thế
Nguyễn Trọng Nghĩa có tên gọi khác là Sáu Nghĩa quê tại huyện Gò Công, tỉnh Tiền Giang. Ông được sinh ra trong một gia đình có bảy người con và là con thứ năm nên có tên là Sáu Nghĩa.
Nghĩa và các anh em được họ hàng nhận nuôi, Nghĩa được người cô nuôi dưỡng. Hoàn cảnh gia đình khó khăn, ông và người cô vừa bí mật tham gia giao liên, vừa làm đủ mọi nghề để nuôi nấng, dạy dỗ các cháu. 9 năm sau ngày mẹ mất, ông 17 tuổi và nhập ngũ chiến đấu ở biên giới phía Bắc.

## Binh nghiệp
4/1979 – 6/1979: Nhập ngũ năm 1979, chiến sĩ Đại đội 2, Tiểu đoàn Ấp Bắc, Bộ Chỉ huy Quân sự tỉnh tiền Giang, Quân khu 9.
7/1979 – 10/1979: Chiến sĩ Tiểu đoàn 4, Sư đoàn 441, Quân khu 4.
11/1979 – 3/1980: Chiến sĩ Tiểu đoàn 5, Trung đoàn 5, Sư đoàn 320, Quân đoàn 3.
4/1980 – 7/1982: Học viên Trường Văn hóa Quân đoàn 3; Năm 1982, ông gia nhập Đảng Cộng sản Việt Nam.
8/1982 – 6/1985: Học viên Trường Sĩ quan Chỉ huy Kỹ thuật Thông tin.
7/1985 – 2/1986: Trợ lý Chính trị Tiểu đoàn Huấn luyện, Lữ đoàn 596, Binh chủng Thông tin.
3/1986 – 11/1986: Học viên Trường Đảng Binh chủng Thông tin.
12/1986 – 9/1987: Giáo viên Trường Sĩ quan Chỉ huy Kỹ thuật Thông tin.
10/1987 – 9/1988: Trợ lý Huấn luyện; Phó Tiểu đoàn trưởng về Chính trị, Tiểu đoàn 40, Trung đoàn Thông tin 23, Quân khu 7.
10/1988 – 8/1995: Chủ nhiệm Chính trị, Trung đoàn Thông tin 23, Quân khu 7; học tại chức chuyên ngành Triết học tại Đại học Tuyên giáo Trung ương (3/1989 – 1/1993).
9/1995 – 8/2000: Phó Trung đoàn trưởng về Chính trị, Trung đoàn Thông tin 23, Quân khu 7; Bí thư Đảng ủy Trung đoàn 23; học tại chức chuyên ngành Quốc tế học tại Đại học Khoa học Xã hội và Nhân văn (7/1996 – 1/1999); học viên Học viện Chính trị, chuyên ngành Xây dựng Đảng và Chính quyền Nhà nước (11/1999 – 10/2000).
9/2000 – 10/2007: Phó Phòng, Trưởng Phòng Tuyên huấn Cục Chính trị, Quân khu 7; Học viên Học viện Chính trị (10/2003 – 10/2004).
11/2007 – 4/2008: Phó Chính ủy Sư đoàn 5, Quân khu 7; Đảng ủy viên Sư đoàn 5.
5/2008 – 9/2009: Chính ủy Sư đoàn 5, Quân khu 7; Bí thư Đảng ủy Sư đoàn 5.
10/2009 – 7/2010: Phó Chủ nhiệm Chính trị, Quân khu 7; Ủy viên Thường vụ Đảng ủy Cục Chính trị.
8/2010 – 8/2012: Chính ủy Quân đoàn 4; Bí thư Đảng ủy Quân đoàn 4.
9/2012 – 8/2017: Phó Chủ nhiệm Tổng cục Chính trị Quân đội nhân dân Việt Nam; Ủy viên Trung ương Đảng (1/2016); Đại biểu Quốc hội khóa XIV; Ủy viên Đoàn Chủ tịch Ủy ban Trung ương Mặt trận Tổ quốc Việt Nam; Ủy viên Quân ủy Trung ương; Ủy viên Thường vụ Đảng ủy Cơ quan Tổng cục Chính trị; Học viên bồi dưỡng nguồn cán bộ cao cấp tại Học viện Chính trị quốc gia Hồ Chí Minh (8 – 12/2013).
9/2017 – 1/2021: Phó Chủ nhiệm Tổng cục Chính trị Quân đội nhân dân Việt Nam; Ủy viên Trung ương Đảng; Đại biểu Quốc hội khóa XIV; Ủy viên Quân ủy Trung ương; Ủy viên Hội đồng Lý luận Trung ương; Ủy viên Thường vụ Đảng ủy Cơ quan Tổng cục Chính trị.
Sáng ngày 19 tháng 2 năm 2021, tại Hà Nội, Ban Tuyên giáo Trung ương tổ chức Hội nghị triển khai quyết định của Bộ Chính trị về công tác cán bộ. Tham dự hội nghị có các đồng chí: Võ Văn Thưởng, Ủy viên Bộ Chính trị, Thường trực Ban Bí thư; Đại tướng Lương Cường, Ủy viên Bộ Chính trị, Chủ nhiệm Tổng cục Chính trị Quân đội nhân dân Việt Nam cùng nhiều đồng chí lãnh đạo các cơ quan, bộ, ban, ngành Trung ương. Tại hội nghị, đồng chí Nguyễn Thanh Bình, Phó trưởng Ban thường trực Ban Tổ chức Trung ương, đã công bố Quyết định số 06-QĐNS/TW của Bộ Chính trị về việc phân công Ủy viên Ban Bí thư. Theo Quyết định số 06- QĐNS/TW ngày 18/2/2021, Bộ Chính trị phân công Thượng tướng Nguyễn Trọng Nghĩa, Bí thư Trung ương Đảng khóa XIII, Phó Chủ nhiệm Tổng cục Chính trị QĐND Việt Nam giữ chức Trưởng Ban Tuyên giáo Trung ương.

## Sự nghiệp chính trị
Tháng 1 năm 2016, tại Đại hội Đại biểu toàn quốc lần thứ XII của Đảng, ông trúng cử vào BCH Trung ương Đảng.
Tháng 5 năm 2016, ông trúng cử Đại biểu Quốc hội Việt Nam khóa XIV.

### Trưởng ban Tuyên giáo Trung ương
Sáng ngày 19 tháng 2 năm 2021, tại Hà Nội, Ban Tuyên giáo Trung ương tổ chức Hội nghị triển khai quyết định của Bộ Chính trị về công tác cán bộ. Tham dự hội nghị có các đồng chí: Võ Văn Thưởng, Ủy viên Bộ Chính trị, Thường trực Ban Bí thư; Đại tướng Lương Cường, Ủy viên Bộ Chính trị, Chủ nhiệm Tổng cục Chính trị Quân đội nhân dân Việt Nam cùng nhiều đồng chí lãnh đạo các cơ quan, bộ, ban, ngành Trung ương. Tại hội nghị, đồng chí Nguyễn Thanh Bình, Phó trưởng Ban thường trực Ban Tổ chức Trung ương, đã công bố Quyết định số 06-QĐNS/TW của Bộ Chính trị về việc phân công Ủy viên Ban Bí thư. Theo Quyết định số 06- QĐNS/TW ngày 18/2/2021, Bộ Chính trị phân công Thượng tướng Nguyễn Trọng Nghĩa, Bí thư Trung ương Đảng khóa XIII, Phó Chủ nhiệm Tổng cục Chính trị QĐND Việt Nam giữ chức Trưởng Ban Tuyên giáo Trung ương.

### Ủy viên Bộ Chính Trị
Ngày 16/5/2024, tại Hội nghị Trung ương 9, khóa 13, Trung ương đã bầu đồng chí Nguyễn Trọng Nghĩa, Bí thư Trung ương Đảng, Trưởng Ban Tuyên giáo Trung ương giữ chức Ủy viên Bộ Chính trị.

### Trưởng ban Tuyên giáo và Dân vận Trung ương
Ngày 3 tháng 2 năm 2025, tại Trụ sở Trung ương Đảng, Thường trực Ban Bí thư đã tổ chức Hội nghị công bố Quyết định của Bộ Chính trị về chức năng, nhiệm vụ, quyền hạn, tổ chức bộ máy, mối quan hệ công tác của Ban Tuyên giáo và Dân vận Trung ương. Tại Hội nghị, đại diện lãnh đạo Ban Tổ chức Trung ương thông báo Quyết định về việc hợp nhất Ban Tuyên giáo Trung ương và Ban Dân vận Trung ương; Quyết định về chức năng, nhiệm vụ tổ chức bộ máy của Ban Tuyên giáo và Dân vận Trung ương. Đại diện lãnh đạo Ban Tổ chức Trung ương cũng đã công bố Quyết định của Bộ Chính trị, Ban Bí thư về nhân sự Ban Tuyên giáo và Dân vận Trung ương. Cụ thể, Bộ Chính trị Quyết định phân công đồng chí Nguyễn Trọng Nghĩa, Ủy viên Bộ Chính trị, Bí thư Trung ương Đảng, Trưởng Ban Tuyên giáo Trung ương giữ chức Trưởng Ban Tuyên giáo và Dân vận Trung ương.

## Lịch sử thụ phong quân hàm
| Quân hàm |          |           |        |          |          |           |        |             |             |              |  |  |  |  |  |  |  |
| Cấp bậc  | Trung úy | Thượng úy | Đại úy | Thiếu tá | Trung tá | Thượng tá | Đại tá | Thiếu tướng | Trung tướng | Thượng tướng |  |  |  |  |  |  |  |
|          |          |           |        |          |          |           |        |             |             |              |  |  |  |  |  |  |  |

## Gia đình
Vợ ông hiện đang công tác tại Ban Tài chính Đài Truyền hình Thành phố Hồ Chí Minh. Con gái Nguyễn Lê Huỳnh Trúc là thạc sĩ du học tại Mỹ, hiện đang là giảng viên khoa Quản trị kinh doanh Trường Đại học Mở Thành phố Hồ Chí Minh.